# Ваља Станиј (Арђеш)
Ваља Станиј (рум. Valea Stânii) насеље је у Румунији у округу Арђеш у општини Титешти. Oпштина се налази на надморској висини од 347 m.

## Становништво
Према подацима из 2002. године у насељу је живело 1021 становника, од којих су сви румунске националности.